# Alfred Appel
Alfred Appel, Jr., né le 31 janvier 1934 à New York et mort le 2 mai 2009 à Evanston en Illinois, est un savant auteur et professeur d'université particulièrement connu pour ses recherches sur les travaux de Vladimir Nabokov, l'art moderne et la modernité du jazz,,.
Lorsqu'il était étudiant à l'Université Cornell, Alfred Appel s'est inscrit à un cours de Vladimir Nabokov. Son éducation a été interrompue par un passage dans l'armée, après quoi il termine ses études de premier cycle et son doctorat en littérature anglaise à l'Université Columbia.
Après avoir enseigné pendant quelques années à l'Université Columbia, il rejoint la faculté de l'Université Northwestern, où il enseigne jusqu'à sa retraite en 2000. Il meurt d'une crise cardiaque en 2009. Il est marié jusqu'à sa mort à Nina Appel, doyenne de l'Université Loyola de Chicago de 1983 à 2004. Ensemble ils ont deux enfants Karen Oshman et le scénariste et producteur de télévision Richard Appel,.